# Абу (група вулканів)
Abu (яп. 阿武火山群, Abu Kazan-gun)  — назва групи щитових вулканів, розташованих на узбережжі Японії у південно-західній частині острова Хонсю. В основному він знаходиться у межах місті Хагі, префектура Ямагуті.
Вік групи вулканів датується 800 000 років тому. Вулкани  активні у голоцені. Останнє виверження відбулося близько 9000 років тому.
Група вулканів складена базальтовими і дацитовими лавовими потоками, малими щитовими вулканами, шлаковими конусами та лавовими куполами. У загальному тут нараховується близько 40 вулканів. Найвищий з вулканів групи - Ірао-яма.
Вулканічна активність у регіоні i пов'язана з субдукцією Філіппінської океанічної плити.
Вивержені магми Абу за складом переважно лужні базальтові і вапняно-лужні андезито-дацитові. 

## Дивіться також
- Список вулканів Японії
- Список гір Японії

## Зовнішні посилання
- Вулкани Абу - Японське метеорологічне агентство (in Japanese)
- - Японське метеорологічне агентство
- Абу - Смітсонівський інститут: Глобальна програма вулканізму